# Anastasia Baranova
Anastasia Baranova (ryska: Aнастасия Баранова), född 23 april 1989 i Moskva, är en rysk-amerikansk skådespelare, mest känd för sin roll som Jennifer "Scout" Lauer i tv-serien Scout's Safari och Addison "Addy" Carver i Syfy-serien Z Nation.

## Film
- Rise: Blood Hunter
- Apocalypse CA
- Mostly Ghostly: Have You Met My Ghoulfriend?
- Welcome to Willits

### Tv serier
- Lizzie McGuire
- Scouts Safari
- Joan of Arcadia
- Veronica Mars
- Drake & Josh
- 7th Heaven
- Malcolm in the Middle
- Svetlana
- 90210
- Sons of Anarchy
- Z Nation

### Tv spel
- Rise of Nightmares
- The Darkness II
- Yaiba: Ninja Gaiden Z
- Evolve